# Fairchild 22
Фэрчайлд 22 модель C7 (англ. Fairchild 22 Model C7) сокращённо F-22 C7 — серия одномоторных двухместных монопланов, разработанная и производимая фирмой Kreider-Reisner, являвшейся дочерним подразделением американской авиастроительной компании Fairchild Aircraft.
Фэрчайлд 22 имел «продолжателя» «старшую» модель, которая обрела бо́льшую популярность — Фэрчайлд 24, производившаяся в те же годы (начиная с 1932 и заканчивая 1948-м) она была выполнена по другой аэродинамической схеме (высокоплан) и имела полноценную кабину вмещавшую до 4 человек, бо́льшую грузоподъёмность и соответственно бо́льший вес, бо́льший размер и более мощный двигатель. 

## Конструкция
Самолёт был разработан фирмой Kreider-Reisner в период проведения переговоров с компанией Fairchild Aircraft о вхождении в её состав. В марте 1931 года Fairchild 22 Модель C7 успешно прошёл лётную сертификацию.
Конструкция самолёта представляла собой парасоль, то есть моноплан с крылом, расположенным над фюзеляжем и крепящимся к последнему при помощи подкосов. Самолёт имел две кабины открытого вида, колесо заднего шасси в фиксированном положении и первоначально оснащался звездообразным поршневым двигателем Armstrong Siddeley Genet («Виверра») мощностью 80 л.с. (60 кВт). После проведения тестовых испытаний первого образца двигатель был заменён на перевёрнутый рядный поршневой мотор Michigan Rover мощностью 75 л.с. (56 кВт). В дальнейшем самолёт оснащался как перевёрнутыми рядными, так и звездообразными двигателями.

## Варианты
- C7 — Двигатель Michigan Rover 4-цилиндровый перевёрнуто-рядный поршневой, мощность 75 л. с. Произведено 13 единиц.
- C7A — Двигатель Cirrus Hi-Drive 4-цилиндровый перевёрнуто-рядный поршневой, мощность 95 л. с. Произведено 58 единиц.
- C7B — Двигатель Menasco C-4 Pirate «Пират» 4-цилиндровый перевёрнуто-рядный поршневой, мощность 125 л. с. Произведено 8 единиц.
- C7D — Двигатель Wright Gipsy 4-цилиндровый вертикально-рядный поршневой, мощность 90 л. с. Произведено: C-7C — 1 единица и C-7D — 22 единицы.
- C7E — Двигатель Warner Scarab «Скарабей» 7-цилиндровый звездообразный поршневой, мощность 125 л. с. Произведено 11 единиц.
- C7F — Двигатель Warner Super Scarab «Супер Скарабей» 7-цилиндровый звездообразный поршневой, мощность 145 л. с. Произведено 9 единиц.
- C7G — Пилотажная версия, двигатель Warner Super Scarab «Супер Скарабей» 7-цилиндровый звездообразный поршневой, мощность 145 л. с. Произведено 6 единиц.
- XR2K-1 — Двигатель «Супер Скарабей», модель выпущена для военных целей и использовалась в Национальной администрации аэронавтики и космических исследований.

## Лётно-технические характеристики модели C7F
|                             | Fairchild 22 Модель C7F                                             |
| Период эксплуатации         | 1931—1935                                                           |
| Технические характеристики  |                                                                     |
| Экипаж                      | 1 человек                                                           |
| Пассажиры                   | 1 человек                                                           |
| Длина                       | 6,78 м                                                              |
| Высота                      | 2,41 м                                                              |
| Размах крыла                | 10,06 м                                                             |
| Площадь крыла               | 16,07 м²                                                            |
| Масса пустого               | 500 кг                                                              |
| Максимальная взлётная масса | 794 кг                                                              |
| Двигатели                   | 1 × Warner Scarab 7-цилиндровый звездообразный, 145 л. с. (108 кВт) |
| Лётные характеристики       |                                                                     |
| Максимальная скорость       | 214 км/ч                                                            |
| Практическая дальность      | 563 км                                                              |
| Практический потолок        | 6095 м                                                              |